# Daia (Giurgiu)
Pour les articles homonymes, voir Daia.
Daia est une commune du județ de Giurgiu en Roumanie.